# Tổ chức các quốc gia châu Mỹ
Tổ chức các Quốc gia châu Mỹ (tiếng Anh: Organization of American States, tiếng Tây Ban Nha: Organización de los Estados Americanos, tiếng Bồ Đào Nha: Organização dos Estados Americanos, tiếng Pháp: Organisation des États américains, viết tắt là OAS hoặc OEA) là một tổ chức quốc tế với trụ sở đặt ở Washington, DC, Hoa Kỳ. Thành viên là 35 quốc gia độc lập ở châu Mỹ. Đây là tổ chức quốc tế lâu đời nhất nhóm họp các quốc gia cùng một khu vực.

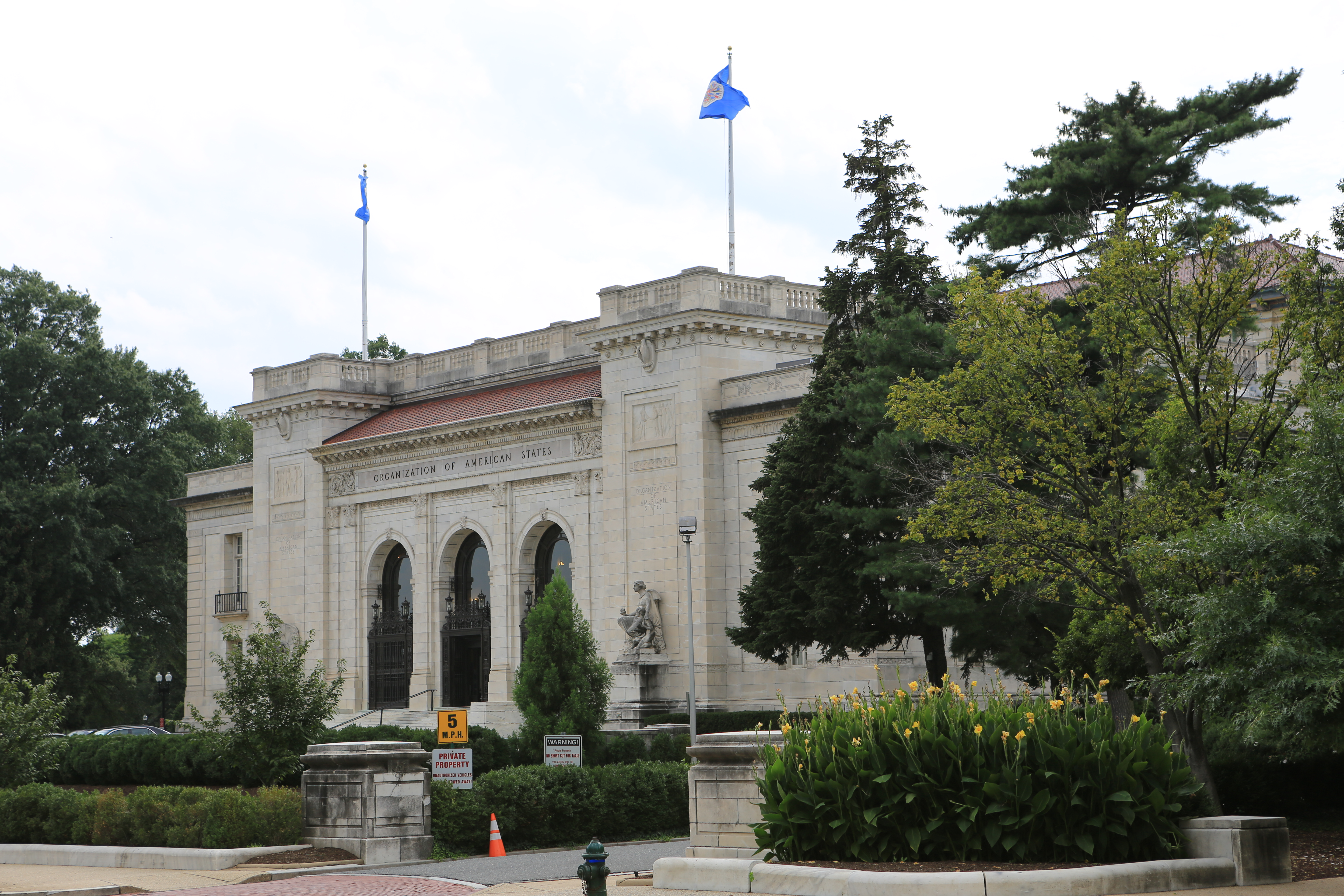
Trụ sở Liên hiệp Liên Mỹ "Pan-American Union" ở Washington, D.C..

## Lịch sử
Ý niệm một tổ chức hợp tác ở Tây Bán cầu được đề ra trước tiên bởi Simón Bolívar vào năm 1826 ở Hội nghị Panama hầu tạo một liên minh các nền cộng hòa ở châu Mỹ cùng chung nhau một minh ước tương trợ quân sự và một nghị viện quốc tế để bảo vệ các nước thuộc châu Mỹ La Tinh khỏi bị ngoại lực khống chế.
Tại buổi họp đó có đại diện của Gran Colombia (nay là các nước Colombia, Ecuador, Panama, và Venezuela), Perú, México và Liên hiệp các Tỉnh Trung Mỹ nhưng chỉ riêng Gran Colombia xúc tiến phê chuẩn. Giấc mộng này nhanh chóng tan biến vì sau đó là nội chiến ở Gran Colombia. Liên hiệp các Tỉnh Trung Mỹ cũng giải tán.
Mãi đến năm 1889-90 tại Hội nghị Quốc tế các Quốc gia châu Mỹ kỳ I ở Washington, DC, 18 nước hiện diện mới quyết định thành lập Liên hiệp Quốc tế các Cộng hòa châu Mỹ và đặt nha sở điều hành thuộc Thương nha các Cộng hòa châu Mỹ. 2 bộ phận này kể từ năm 1890 là khởi điểm của OAS.
Tại Hội nghị kỳ 4 ở Buenos Aires năm 1910 danh hiệu của hội đổi thành Liên hiệp Cộng hòa châu Mỹ và Nha sở lấy tên là Liên hiệp Liên Mỹ.
Sau Chiến tranh thế giới thứ hai các hội viên nhận thấy cần có thêm hợp tác để đối phó với tình hình quốc tế nên đã cùng ký Hiệp ước Hỗ tương Liên Mỹ châu, thường gọi là Hiệp ước Rio năm 1947 ở Rio de Janeiro.
Tại Hội nghị kỳ 9 ở Bogotá năm 1948, chính sách chống cộng do Ngoại trưởng Mỹ George Marshall đề xướng được chính thức đúc kết vào Hiến chương và được 21 quốc gia đồng ký. Văn bản đó là cơ sở tổ chức của OAS như hiện hữu. Cũng trong Hội nghị kỳ 9, các thành viên OAS thông qua bản Tuyên cáo châu Mỹ về Pháp quyền và Bổn phận Con người (American Declaration of the Rights and Duties of Man). Đây là văn bản đầu tiên về nhân quyền tổng thể trên thế giới.

## OAS và Cuba
Chính phủ Cuba hiện hữu không được tham gia vào các sinh hoạt OAS chiếu theo nghị quyết ngày 31 Tháng Giêng năm 1962 thông qua ở Punta del Este, Uruguay với 14 phiếu thuận, 1 phiếu chống (Cuba), và 6 phiếu trắng (Argentina, Bolivia, Brasil, Chile, Ecuador, và México). Theo nghị quyết đó thì chủ thuyết Marx-Lenin không thể chung sống với thể chế của OAS vì nó là nguyên cơ phá hoại sự đoàn kết ở Tây Bán cầu. Vì vậy Cuba bị truất không được tham dự nữa.
Sau 47 năm đoạn tuyệt, thái độ chung của Tổ chức dần thay đổi dưới sự vận động của các quốc gia châu Mỹ La Tinh và Tháng Năm 2009, OAS tuyên bố sẽ mở đường cho Cuba tái hội nhập. Tuy nhiên Cuba sẽ phải nộp đơn chính thức xin gia nhập lần nữa với hành động cụ thể đối nội về dân chủ. Chính phủ Cuba thì cho rằng họ không có ý định gia nhập lại OAS.

## Đảo chính Honduras tháng 6 năm 2009
Ngày 28 Tháng Sáu năm 2009, Manuel Zelaya đương kim tổng thống Honduras bị phe quân đội làm cuộc đảo chính, buộc Zelaya phải bay sang Costa Rica. OAS cùng nhiều quốc gia khác trong đó có Hoa Kỳ và Liên minh châu Âu lên án sự việc đó là hành động phi pháp và làm áp lực với tân chính quyền của Honduras phải để Zelaya trở lại. Ngày 4 Tháng Bảy OAS quyết định đình chỉ quyền hội viên của Honduras với 33 phiếu thuận và 0 phiếu chống.

## Chính quyền và quân đội OAS

### Tổng thư ký
1. Alberto Lleras Camargo: 1948–1954
2. Carlos Dávila: 1954 - 1955
3. José A. Mora: 1956–1968
4. Galo Plaza: 1968–1975
5. Alejandro Orfila: 1975–1984
6. João Clemente Baena Soares: 1984–1994
7. César Gaviria: 1994–2004
8. Miguel Ángel Rodríguez: 2004; Enaudi (quyền, 2004 - 2005)
9. José Miguel Insulza: 2005 – 2015
10. Luis Almagro: 2015 - nay

### Tổng chỉ huy quân đội
1. William Manger (Hoa Kỳ) (1948–1958)
2. William Sanders (Hoa Kỳ) (1958–1968)
3. M. Rafael Urquía (El Salvador) (1968–1975)
4. Jorge Luis Zelaya Coronado (Guatemala) (1975–1980)
5. Val T. McComie (Barbados) (1980–1990)
6. Christopher R. Thomas (Trinidad và Tobago) (1990–2000)
7. Luigi R. Einaudi (Hoa Kỳ) (2000 – 2005)
8. Albert Ramdin (Suriname) (2005– 2015)
9. Nestor Mendez (Belize) (2015 - nay)